# Zack Wheat
Zachariah Davis "Zack" Wheat (23 de maio de 1888 – 11 de março de 1972), apelidado de "Buck", foi um jogador profissional de beisebol da Major League Baseball que atuou como campista esquerdo pelo Brooklyn da National League. Foi eleito para o Hall of Fame em 1959.
Rebatedor consistente em seus 19 anos de carreira, ele ainda detém muitos dos recordes da franquia dos Dodgers. Seu irmão McKinley "Mack" Wheat também jogou nas grandes ligas e os dois foram companheiros de equipe no Brooklyn por cinco temporadas.